# Jávai tündérrigó
A jávai tündérrigó (Cochoa azurea) a madarak osztályának verébalakúak (Passeriformes) rendjébe és a varjúfélék (Corvidae) családjába tartozó faj.

## Rendszerezése
A fajt Coenraad Jacob Temminck holland arisztokrata és zoológus írta le 1824-ben, a Turdus nembe Turdus azureus néven.

## Előfordulása
Az Indonéziához tartozó Jáva nyugati és középső részén honos. Természetes élőhelyei a szubtrópusi vagy trópusi síkvidéki és hegyi esőerdők. Állandó, nem vonuló faj.

## Megjelenése
Testhossza 24 centiméter.

## Életmódja
Főleg gyümölcsökkel és bogyókkal táplálkozik, de alkalmanként rovarokat és csigákat is fogyaszt.

## Természetvédelmi helyzete
Az elterjedési területe kicsi, de csökken, egyedszáma 2500-9999 példány közötti és szintén csökken. A Természetvédelmi Világszövetség Vörös listáján sebezhető fajként szerepel.